# 拿俄米

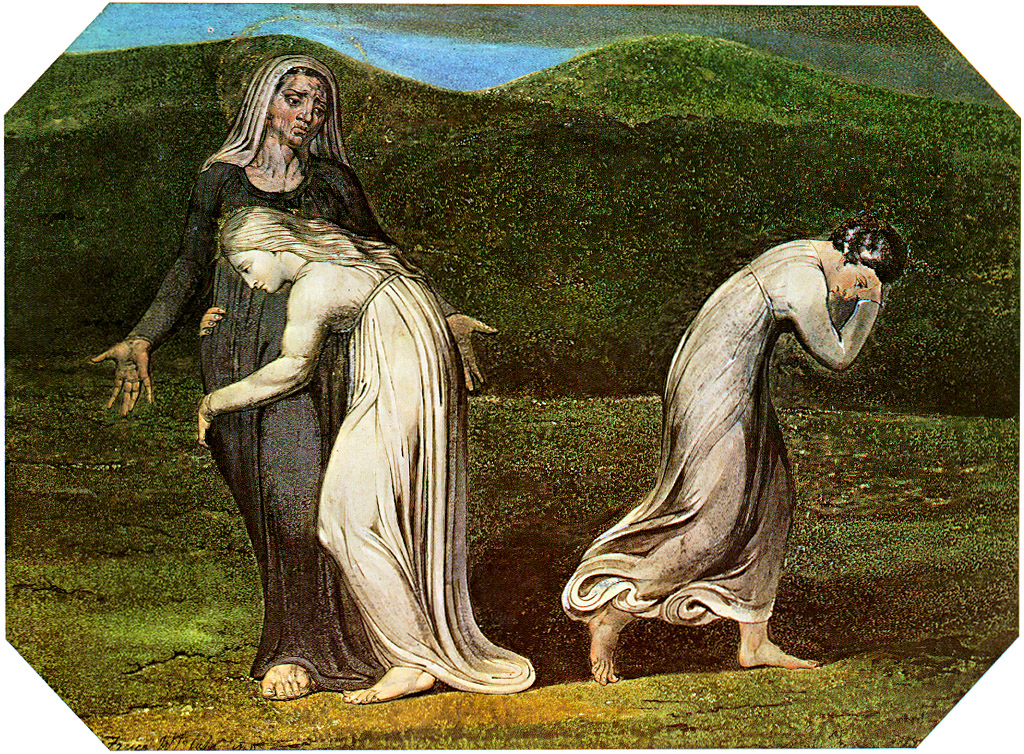
納敖米（拿俄米）懇求路得和俄珥巴回到摩押地，威廉·布莱克

拿俄米（希伯来文：נָעֳמִי，意为“我的愉悦”），天主教譯為納敖米。是路得的婆婆，见于希伯来圣经路得記记载。后来，她对伯利恒的妇人自称玛拉（意为“苦”，路得記1:20-21）：“不要叫我拿俄米，要叫我玛拉，因为全能者使我受了大苦。”因为她的丈夫（以利米勒）和两个儿子（玛伦和基连）都死了。在路得記1:13，她对两个儿媳说“我比你们更是愁苦，因为耶和华伸手攻击我。”表明拿俄米确实是痛苦。巴里·韦伯指出，她的痛苦既有客观因素（丧亲，流离失所和贫穷），也有主观因素 - 痛苦的感觉。

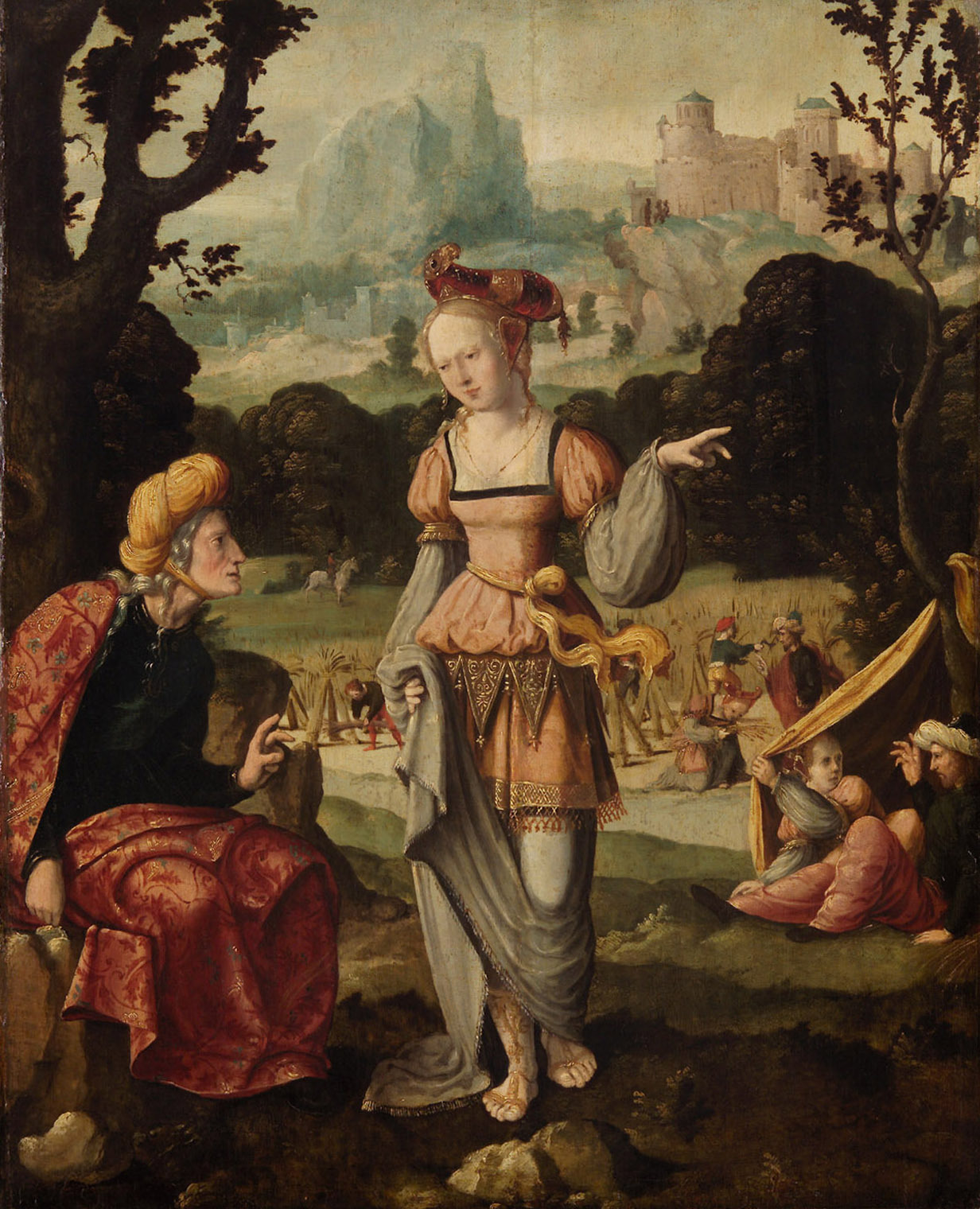
Jan van Scorel：路得和拿俄米在波阿斯的田里

拿俄米的一个儿媳路得决定追随她，而她的另一个儿媳俄珥巴选择回到摩押。路得嫁给波阿斯，他们的儿子由拿俄米养育，邻舍的妇人说“拿俄米得儿子了”（路得記4:17）。这样一来，这卷书可以看作是拿俄米的故事：格雷戈里·戈斯韦尔认为拿俄米是这卷书的中心人物。这个孩子就是俄备得，后来成为大卫的祖父，也是耶稣的先祖。路得也是古代的希伯来人应该如何照顾他们的家族成员的一个例子。